# Oscar Wallin
Oscar Wallin, född 9 juli 2001 i Sundsvall, är en svensk fotbollsspelare (försvarare) som spelar för Degerfors IF. 

## Karriär
Oscar växte upp i Juniskär söder om Sundsvall och började spela fotboll i Essviks AIF och tog steget till GIF Sundsvalls akademi som 15-åring. Inför 2021 värvades han till Hudiksvalls FF i division 1 som just tagit steget upp i division 1. Året var framgångsrikt och efter säsongen belönades Oscar med Silverbollen 2021, utmärkelsen som Hälsinglands främste fotbollsspelare.
Framgångarna i division 1 ledde till intresse och i början av januari 2022 presenterades Oscar av allsvenska klubben Degersfors IF, där han tecknade ett 3-årskontrakt. Under sitt första år i klubben fick han ingen speltid i ligamatcher, bland annat på grund av skadeproblem. Han gjorde sitt första mål för klubben i en 2-0 vinst mot IFK Luleå i Svenska cupen 19 februari 2023. Oscar gjorde sin första start i allsvenskan i den andra omgången 8 april 2023 mot Halmstads BK, efter att ha hoppat in som avbytare under premiären. 
Efter att ha spelat samtliga minuter under de inledande 16 matcherna i Superettan uppstod rykten om allsvenskt intresse. Den 1 augusti 2024 offentliggjordes han som Peterborough Uniteds senaste tillskott.